# Gornja Zenica
Gornja Zenica je naseljeno mjesto u gradu Zenici, Federacija Bosne i Hercegovine, BiH.

## Povijest
Gornja Zenica kao samostalno naseljeno mjesto postoji od popisa 1991. godine.

## Stanovništvo
| Gornja Zenica      |              |
| godina popisa      | 1991.        |
| Muslimani          | 846 (48,29%) |
| Hrvati             | 308 (31,12%) |
| Srbi               | 9 (9,14%)    |
| Jugoslaveni        | 23 (6,59%)   |
| ostali i nepoznato | 7 (4,84%)    |
| ukupno             | 1.193        |

| Gornja Zenica      |                |
| godina popisa      | 2013.          |
| Bošnjaci           | 1.583 (83,62%) |
| Hrvati             | 223 (11,78%)   |
| Srbi               | 13 (0,69%)     |
| ostali i nepoznato | 74 (3,91%)     |
| ukupno             | 1.893          |

## Religija
Gornja Zenica pripada župi sv. Josipa sa sjedištem u Zenici. U mjestu Tavnik vjernici su izgradili zavjetnu kapelu. Zavjetna misa slavi se svake godine 4. srpnja.